# 유바이오로직스
유바이오로직스(Eubiologics)는 물리, 화학 및 생물학 연구개발을 목적으로 2010년 3월 설립되었으며 2017년 1월 코스닥에 상장된 대한민국의 주요 바이오기업이다.

## 주요 제품
주요 제품은 콜레라 백신(유비콜)과  바이오 의약품 수탁 연구 및 수탁 제조 등이 있으며, 국내 중소 바이오업체들의 임상 시료를 생산하고 있다.
유바이오로직스는 2020년 6월 우수한 약물 전달 플랫폼 기술력을 보유한 회사의 가치 투자 및 미국 시장 진출을 위해 미국  POP바이오텍사에 36억원을 출자한 바 있다.
장티푸스 백신 및 폐렴구균 백신에 대한 기술력을 확보하고있다.

## 코로나19 백신
합성항원방식의 코로나19 백신 후보 물질 유코백-19(EuCorVac-19)을 개발하고 있는 유바이오로직스는 기술적으로 RBD영역을 항원으로 처리했으며 리포좀을 운반체로 다루었다. 또한 독자적인 기술력으로 개발한 면역 증강제(adjuvant) EcML을 병행처리할 수 있는 기술력을 확보하고있다는 점에서 항체생성율 및 항체지속율을 자체적으로 롱텀(long term)방식으로 설계하고있는 것으로 알려졌다. 이러한 일련의 개발은 유바이오로직스(eubiologics)가 자체생산력을 갖춘 춘천제2공장의 가동율을 확보했다는 점에서도 시사하는 바가 크다.

## 같이 보기
- 노바백스